# فريد الله ويردي
فريد الله ويردي (1923 – 2007) (بالروسية: Фарид Алахверди)، كان مؤلفًا موسيقيًا عراقيًا، وعازف فيولا، وباحثًا موسيقيًا، ومعلّمًا، ويُعد من أكثر مؤلفي العراق ابتكارًا وتأثيرًا. كان أول مؤلف موسيقي عراقي، بل الوحيد، الذي حظي باعتراف دولي، وبصفته عضوًا في الجمعية الدولية للموسيقى المعاصرة ظهر في قائمتها الدولية للمؤلفين الموسيقيين. عُزفت مؤلفاته في الحفلات الموسيقية، وعلى الإذاعة والتلفزيون، في الولايات المتحدة، وفرنسا، واليابان، وروسيا، وسويسرا، وسوريا، ومصر، والعديد من بلدان الشرق الأقصى. نال جوائز وأوسمة عديدة، منها جائزة فخرية من المدرسة الوطنية للموسيقى في سانت بريوك في باريس، ودبلوم تقدير من جامعة الدول العربية – المجمع العربي للموسيقى عن دوره البارز في تطوير الموسيقى العربية بين عامي 1970 و1995. بحث فريد عن لغة موسيقية فريدة تمزج بين تقاليدين مختلفين تمامًا: تقاليد الشرق الأوسط والموسيقى الكلاسيكية المعاصرة. في الرباعية الأولى له، استند إلى ثراء المقامات والإيقاعات المستخدمة في المقام العراقي (مقام صبا)، المترسخة في تراث بلده الشعبي، ليصوغ مزيجًا متكاملًا مع تدريبه الكلاسيكي.

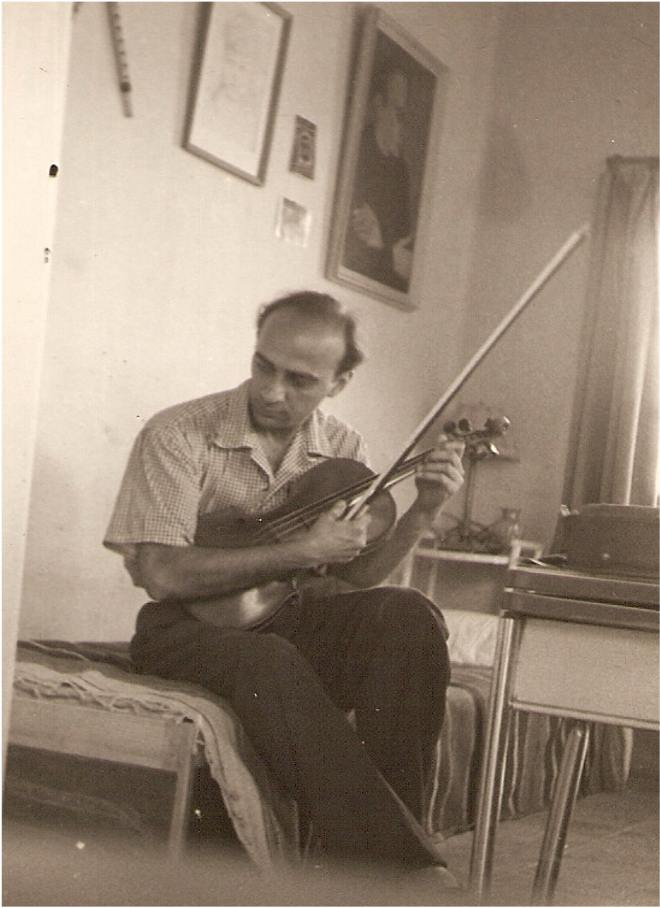
خمسينيات القرن العشرين - بغداد - فريد الله ويردي. على الجدار صورة لفريد بريشة أحمد مرسي.

شهدت الأربعينيات والخمسينيات نهضة فنية، وكان فريد جزءًا من الجهود الرامية إلى سد الفجوة بين الحداثة والتراث. دمج بين أسلوب الاثني عشر نغمة مع ربع النغمة (وهو أسلوب عربي قديم)، وأضاف فترات صمت ذات وظيفة بنائية، واستخدم النقر على الخشب لإصدار صوتين إيقاعيين مختلفين، استحضارًا لطبول الرقص العراقية التقليدية.
بوصفه عازفًا بارعًا لآلتي الكمان والفيولا، وعضوًا في عدة رباعيات وترية، كان فريد ميّالًا طبيعيًا لتأليف الموسيقى الوترية. وتُعد فانتازيا للكمان المنفرد من بين أصعب المؤلفات لهذه الآلة، وقد عزفها فنانون بارزون مثل فارتان مانوغيان، وبوريس كليبوف، وكوميكو إيتو.

## النشأة والعائلة
وُلد فريد في البصرة عام 1923. كان والده، عيسى نوري الله ويردي، طبيبًا من كركوك، ووالدته، فيكتوريا أوسكانيان، أرمينية من عائلة بارزة في إسطنبول. أثرت طفولته المبكرة في البصرة فسيفساء من الثقافات العرقية والدينية، المحلية والأجنبية. ومنذ صغره تعرّض لمجموعة واسعة من المشاهد السمعية: أغاني والدته بالعربية والأرمنية والتركية والفرنسية، ونداءات الباعة الجائلة، وأناشيد المتسولين البدو على أنغام الربابة، ومسيرات الأعراس بطبولها وزرناها، وأطفال يقرعون الطبلة، وشيخ أعمى في السوق يتلو آيات من القرآن، وتلاوات غامضة لفقيه هندي، وأذان المؤذن، وكاهن كلداني يرتل صلوات من الكتاب المقدس. كل ذلك غذّى لديه رغبة قوية في تجاوز الحدود العرقية والدينية والوطنية.

## التعليم والمسيرة
كانت والدته، وهي فنانة موهوبة، الداعمة الأولى لموهبته الفنية. وبحلول سن الخامسة، كان يغني، ويؤلف على آلة المندولين، ويرسم تحت إشرافها وتشجيعها. وتطورت هذه التربية الموسيقية المبكرة لاحقًا من خلال الإنشاد في قداديس الكنيسة الكلدانية وقيادة فرق الكورال المدرسية.
في عام 1944، وبعد سنوات من التنقل بين مناطق مختلفة من العراق، استقرت العائلة في بغداد، حيث سنحت له فرصة دراسة الموسيقى أكاديميًا على أيدي أساتذة أوروبيين في معهد الفنون الجميلة الذي أُنشئ حديثًا آنذاك. درس الكمان على يد ساندو ألبو (أحد طلاب المؤلف الموسيقي زولتان كوداي)، وفي الوقت نفسه التحق بـكلية الحقوق في بغداد. أُعترف بموهبته الفذة في التأليف، واعتبره أستاذه ساندو ألبو الموهبة الوحيدة في التأليف الموسيقي في العراق (من رسالة بتاريخ 31 أغسطس 1955).
بعد تخرجه في كلية الحقوق عام 1948، كرّس نفسه كليًا للموسيقى وتطويرها في العراق.

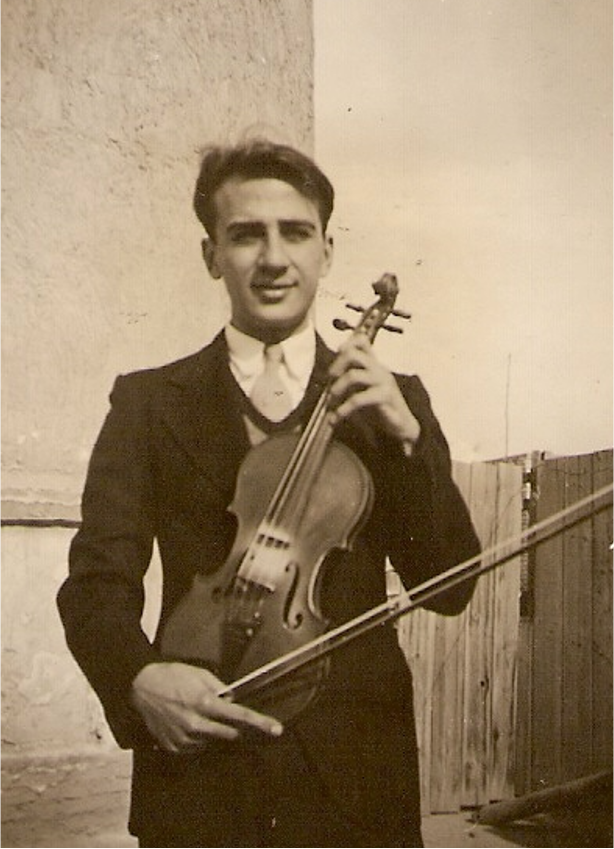
1946 - بغداد - فريد الله ويردي طالب في معهد الفنون الجميلة

من عام 1950 إلى 1952، كان فريد طالبًا مبتعثًا في باريس لمتابعة دراسته النظرية العليا على يد الأساتذة هنري تشالين وفرانسيس-بول ديميلاك (إنيس جميل)، حيث استوعب منجزات التيارات الأسلوبية الجديدة ووظفها بإبداع. وسرعان ما عُرف بتماهيه مع كل ما كان تقدميًا في عالم الموسيقى في زمانه.

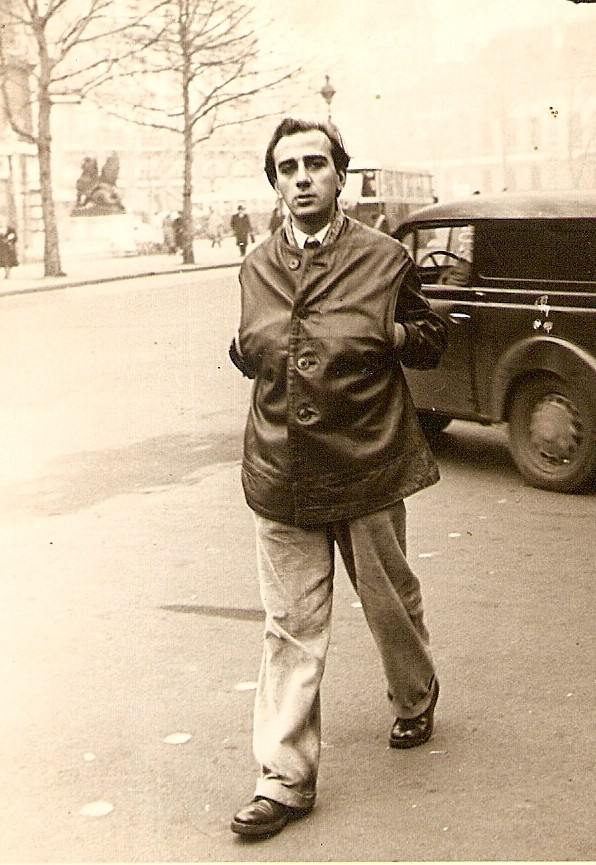
فريد الله ويردي - باريس

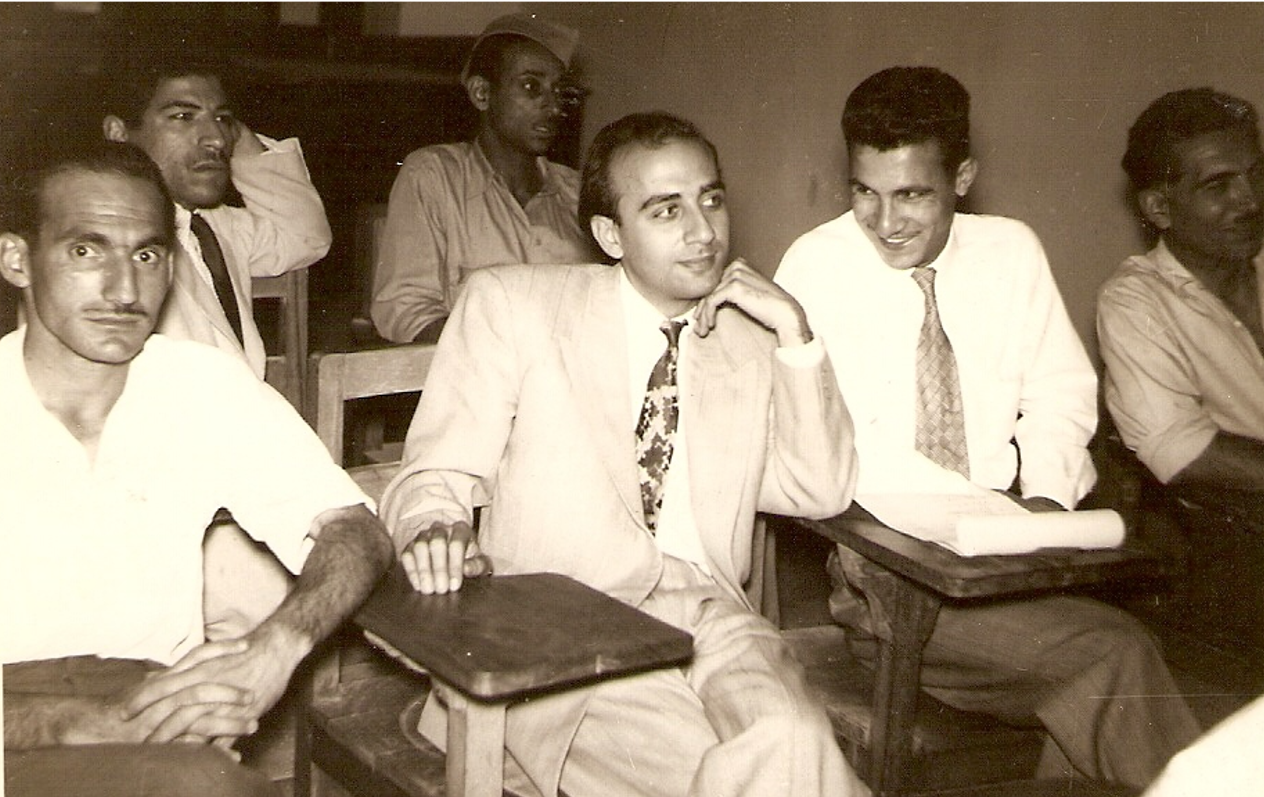
1954 - بغداد - معهد الفنون الجميلة - شاكر حسن آل سعيد، فريد الله ويردي، شقيق فارتان مانوجيان وطارق مظلوم.

في عام 1951 ألّف أول عمل له، وهو "روندو للغيتار والكلارنيت"، وقد عُزف في بغداد في السنة نفسها.
في عام 1952 عاد إلى بغداد، حيث درّس النظريات الموسيقية والانسجام في معهد الفنون الجميلة. وبالاشتراك مع زملائه أسّس الجمعية الفيلهارمونية البغدادية، وكان عضوًا في فرقة موسيقى الحجرة التي تكوّنت من: البروفيسور جوليان هيرتز (بيانو)، البروفيسور ساندو ألبو (كمان أول)، فارتان مانوغيان (كمان ثانٍ)، فريد الله ويردي (فيولا)، والبروفيسور أندريه ثويرر (كمان جهير). واستمر بالعزف مع هذه المجموعة حتى عام 1959.

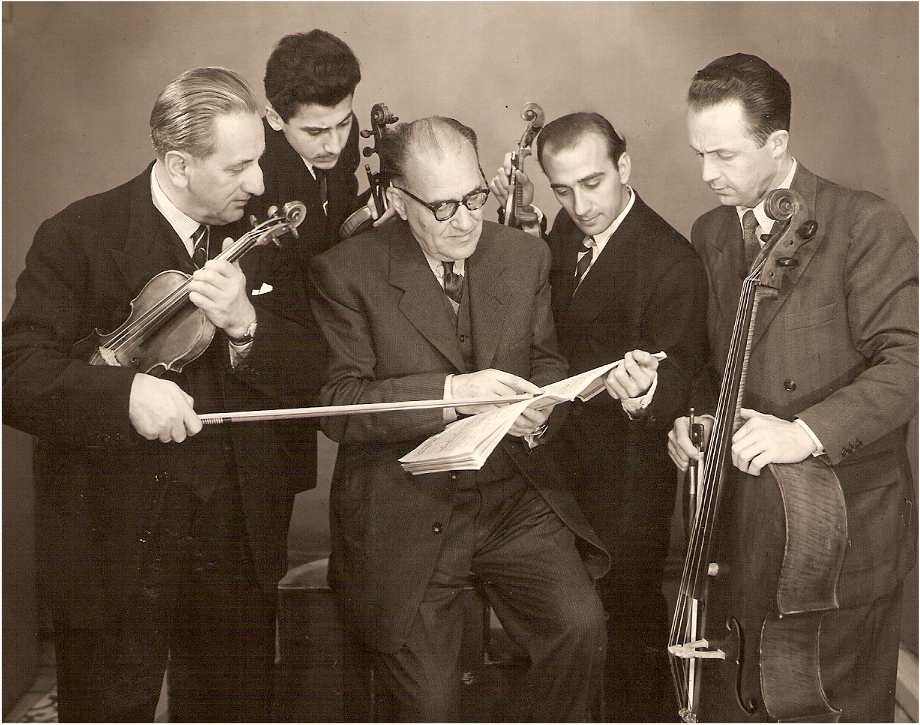
1953 فرقة موسيقى حجرة بغداد - البروفيسور جوليان هيرتز، بيانو؛ فارتان مانوجيان، الكمان الثاني؛ البروفيسور ساندو ألبو، الكمان الأول؛ فريد الله ويردي، فيولا؛ البروفيسور أندريه ثيرير، كمان جهير.

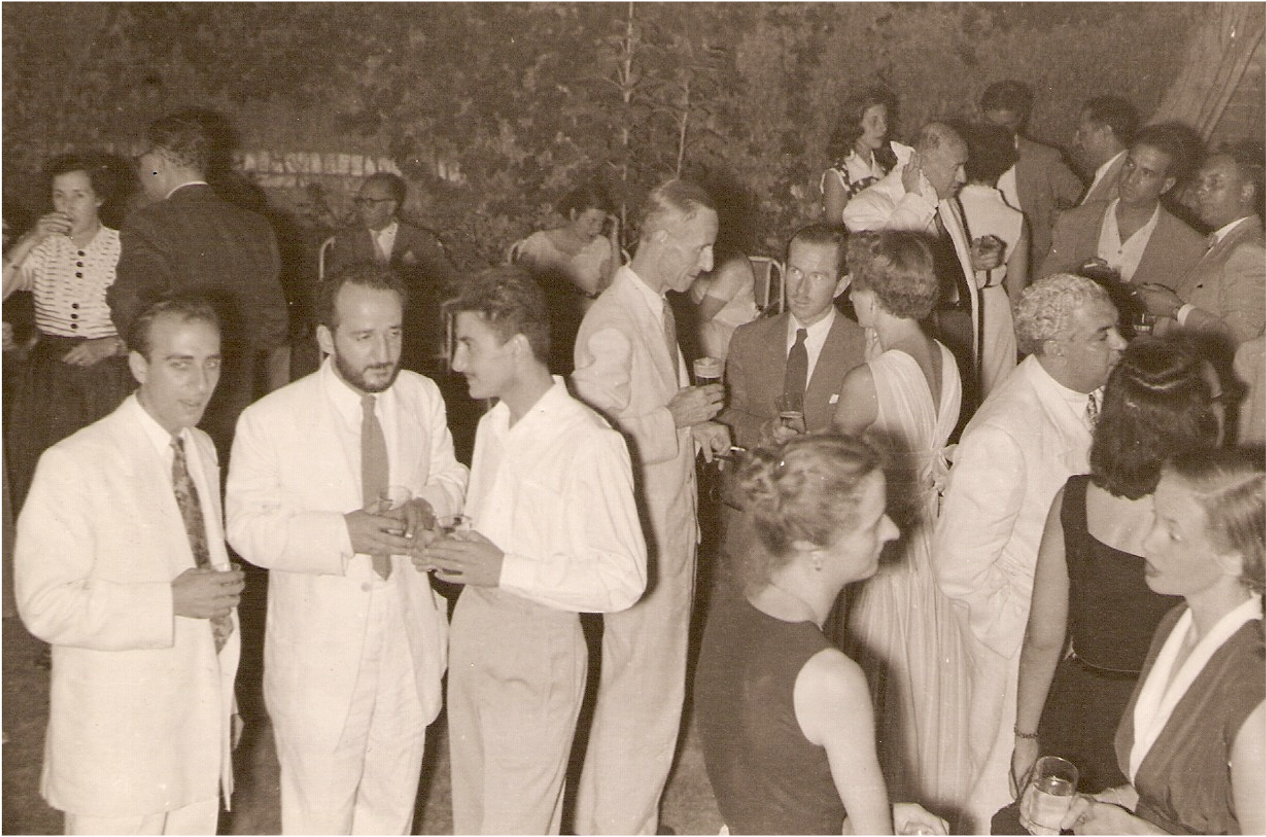
1953 فريد الله ويردي، جواد سليم، فارتان مانوجيان في المعهد الثقافي البريطاني

إثر الانتفاضة الشعبية العراقية والثورة التي تلتها عام 1958، ألّف نشيد «المنصورية» وأهداه إلى الشعب العراقي. وقد قدّمته أوركسترا موسكو السيمفونية للإذاعة (أوركسترا تشايكوفسكي السيمفونية) في يونيو 1959 بقيادة المايسترو أليكسي كوفاليف. استُخدم التسجيل بشكل واسع من قبل إذاعة وتلفزيون بغداد بعد خطب الزعيم عبد الكريم قاسم. غير أن شعبية «المنصورية» أدّت لاحقًا إلى صدور حكم بالإعدام على فريد غيابيًا، وحُظر النشيد بعد حركة 8 شباط 1963 التي قادها حزب البعث عام 1963.

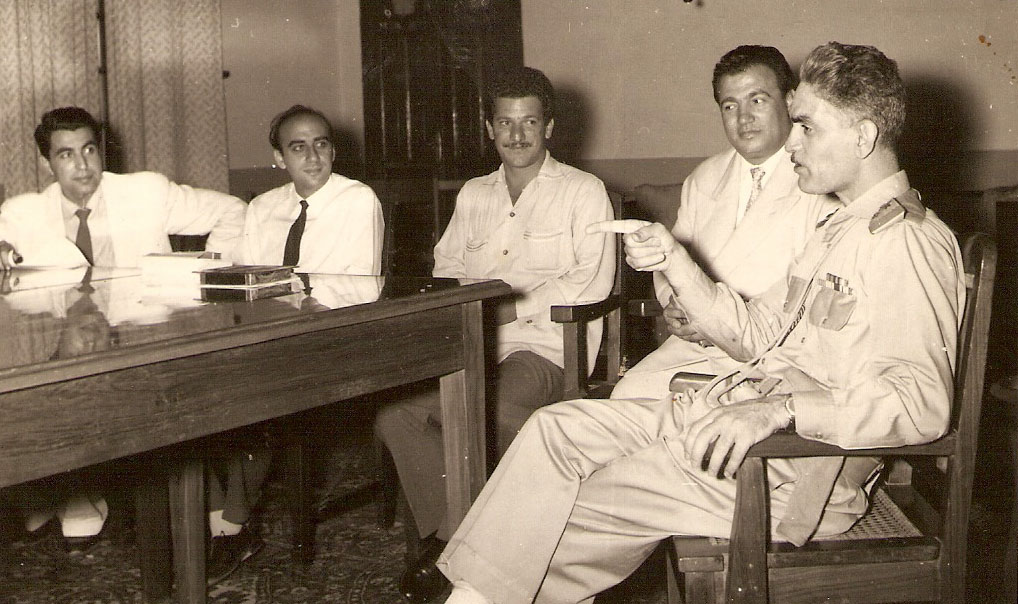
1953 – بغداد – مؤسسة الاذاعة والتلفزيون – لقاء مع عبد الكريم قاسم ومحمود صبري وفريد الله ويردي وخالد الرحال وابراهيم جلال.

في ديسمبر 1959 ذهب الله ويردي إلى موسكو ليواصل دراسته في معهد موسكو للموسيقى، حيث درس التأليف الموسيقي على يد البروفيسور إفغيني غولوبف.

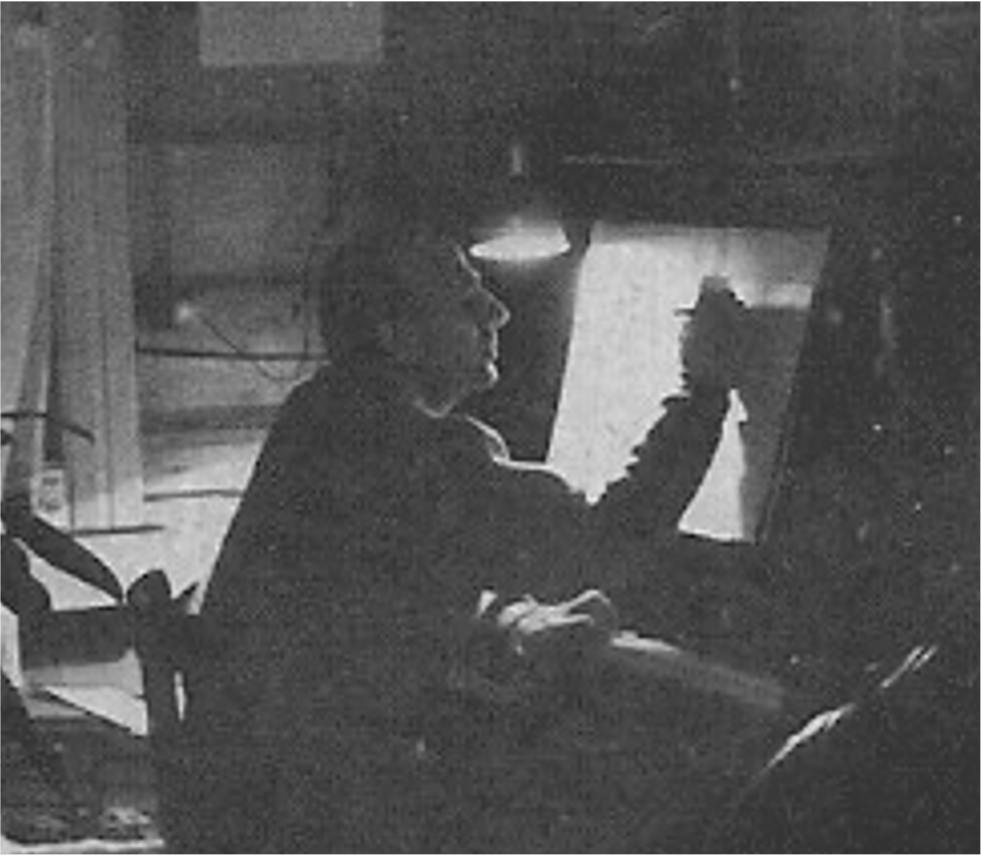
فريد الله ويردي - روسيا

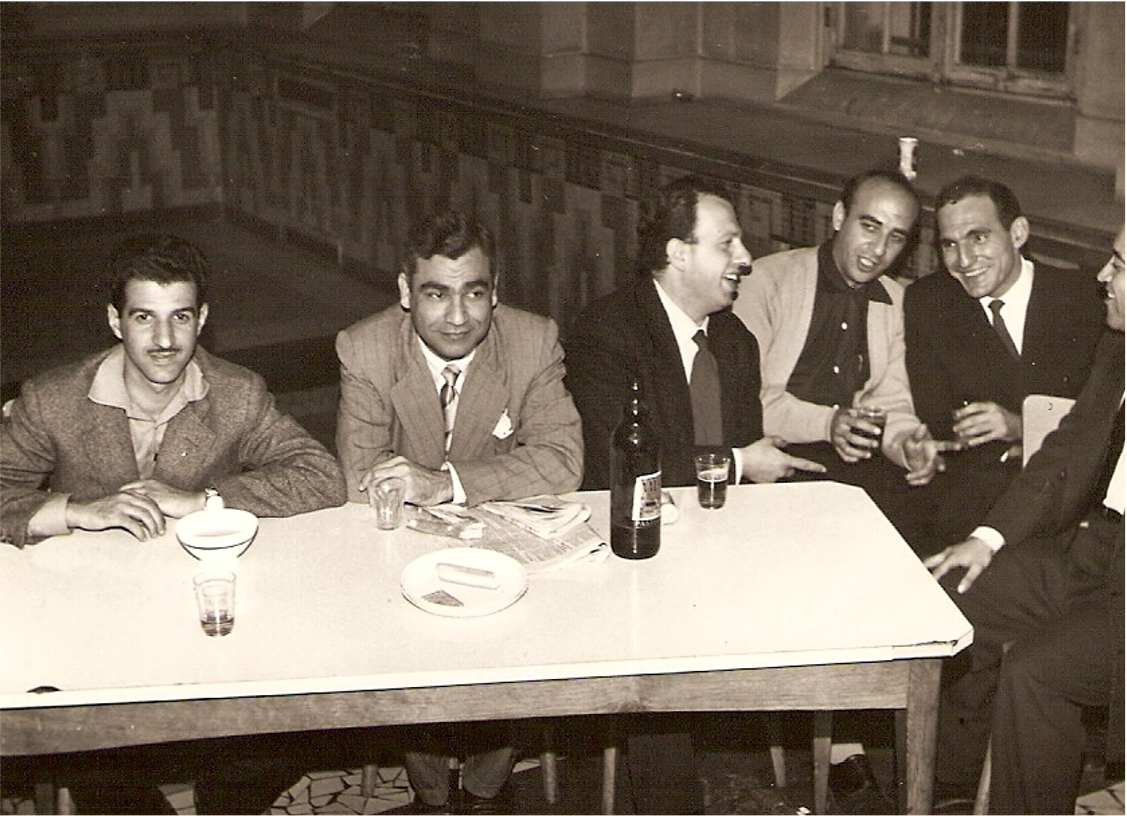
1958 - باريس - الاحتفال بالثورة العراقية في جامعة باريس مع خالد الجادر، طارق العزاوي، فاضل الجلبي، فريد الله ويردي، شاكر حسن آل سعيد وآخرين.

كما درس التوزيع الأوركسترالي مع البروفيسور نيكولاي راكوف، وتحليل الأعمال الموسيقية مع البروفيسور بوبروفسكي ف. ف.، والبيانو العام مع سمولياكوف ب. ج.، وطرائق التدريس مع فيدوروف ت. ن.، والانسجام وتعدد الأصوات مع ألفريد شنيتكه.
في عام 1964 قدّم أطروحته عن نظرية الموسيقى للنشر في معهد موسكو للموسيقي. وعند مناقشة كتابه، أشار عميد قسم الموسيقى، البروفيسور سيرغي سكريبوف: ”للمرة الأولى، وُضعت خصائص الموسيقى العربية، ولا سيما السلم الإيقاعي، وعُرب النغمات ربع الصوت، وما إلى ذلك، على أساس علمي في كتاب الله ويردي... لذلك نرغب في أن يُترجم الكتاب بالكامل إلى الروسية ليتسنى لنا استخدامه في عملنا داخل معهد موسكو للموسيقى.‟ (قرار قسم نظرية الموسيقى في معهد موسكو للموسيقى، 29 مايو 1964).
في معهد موسكو للموسيقى شارك فريد في حلقات موسيقية مع زملائه من طلاب التأليف مثل يوسيف أندرياسوف، وجيفاني ميخايلوف، وبوريس توبيس، وآخرين.

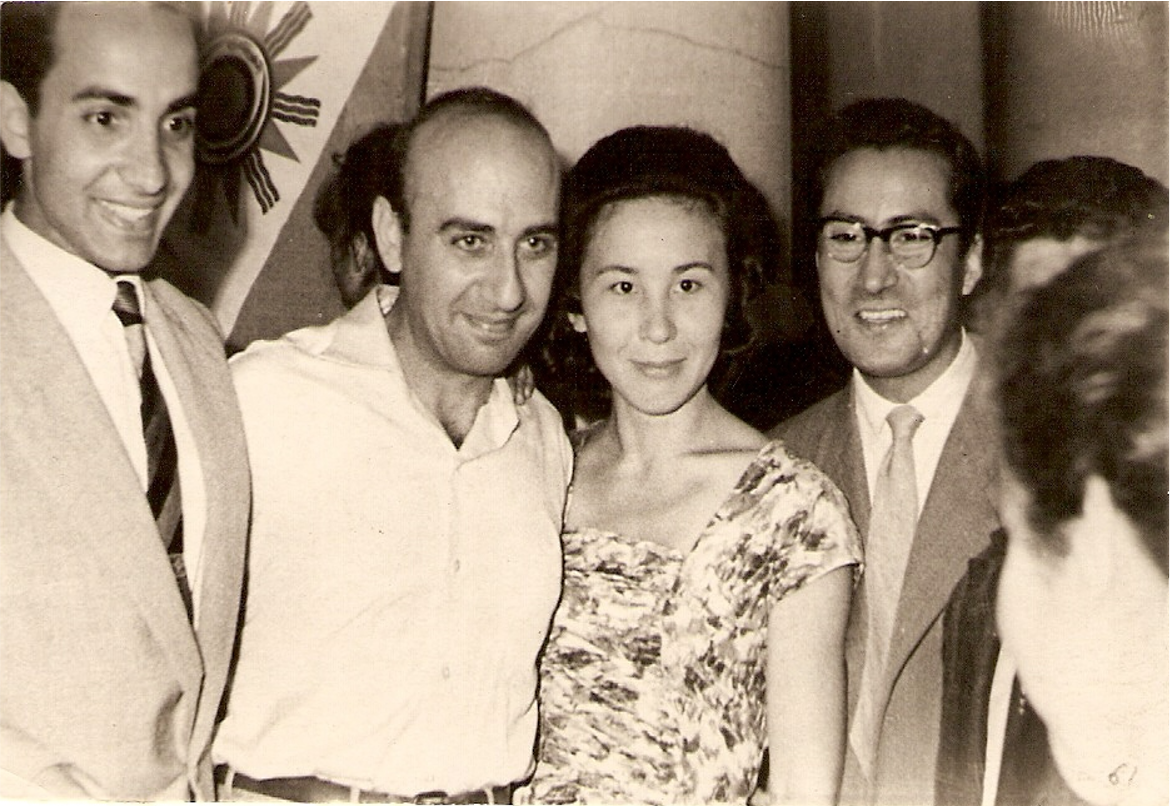
1961 - موسكو - حفل زواج فريد الله ويردي المدني من ميلا تسوي - كان من بين شهود الحفل، على اليسار عبد الله حبه (مترجم الأدب الروسي) وغايب توما فرمان (كاتب)

في عام 1963، وبعد انقلاب دموي، وصل حزب البعث إلى السلطة في العراق. وصدر حكم بالإعدام على فريد غيابيًا بسبب شعبية نشيده «المنصورية» لدى الحكومة السابقة. واتهمته السلطات بالشيوعية نظرًا لشخصيته المستقلة وأفكاره الجذرية. صودر جواز سفره وأُلغيت بعثته الدراسية. ونتيجة لذلك، اضطر للالتحاق بعائلته في الولايات المتحدة حيث واصل دراسته على نفقته الخاصة تحت إشراف البروفيسور دونالد ليبرت في جامعة مدينة نيويورك، وتخرج بدرجة ماجستير في التأليف. وعلّق البروفيسور دونالد ليبرت على عمل تخرجه بالقول: ”... برأي لجنة الدراسات العليا في القسم، يُعد من أرقى الأعمال التي قُدِّمت للجنة على الإطلاق.‟ (رسالة البروفيسور دونالد ليبرت بتاريخ 20 سبتمبر 1968).
أثناء وجوده في الولايات المتحدة، كُلِّف (1965-1968) بتأليف أعمال لمهرجان الموسيقى الأمريكية السنوي في نيويورك. ففي عام 1965 ألّف «اختراع في الكونترابونت الثلاثي للبيانو»، وفي 1966 «سوناتة للكمان والبيانو»، وفي 1967 «فانتازيا للكمان المنفرد»، وفي 1968 «سويت صغيرة للبيانو». وبعد التخرج عُيّن في كلية غلاسبرُو الحكومية (التي تُعرف اليوم باسم جامعة روان في نيوجيرسي). في عام 1968، وبعد أن أصدرت الحكومة العراقية الجديدة عفوًا عامًا عن المنفيين السياسيين، عاد فريد إلى بغداد في أكتوبر من ذلك العام. وهناك وجد مشهدًا موسيقيًا محبطًا للغاية؛ إذ كانت الأوركسترا السيمفونية العراقية قد حُلّت، وظل كثير من الموسيقيين الواعدين في المنفى بالخارج، ولم تتوفر للموسيقيين سوى فرصة التدريس في معهد الفنون الجميلة.

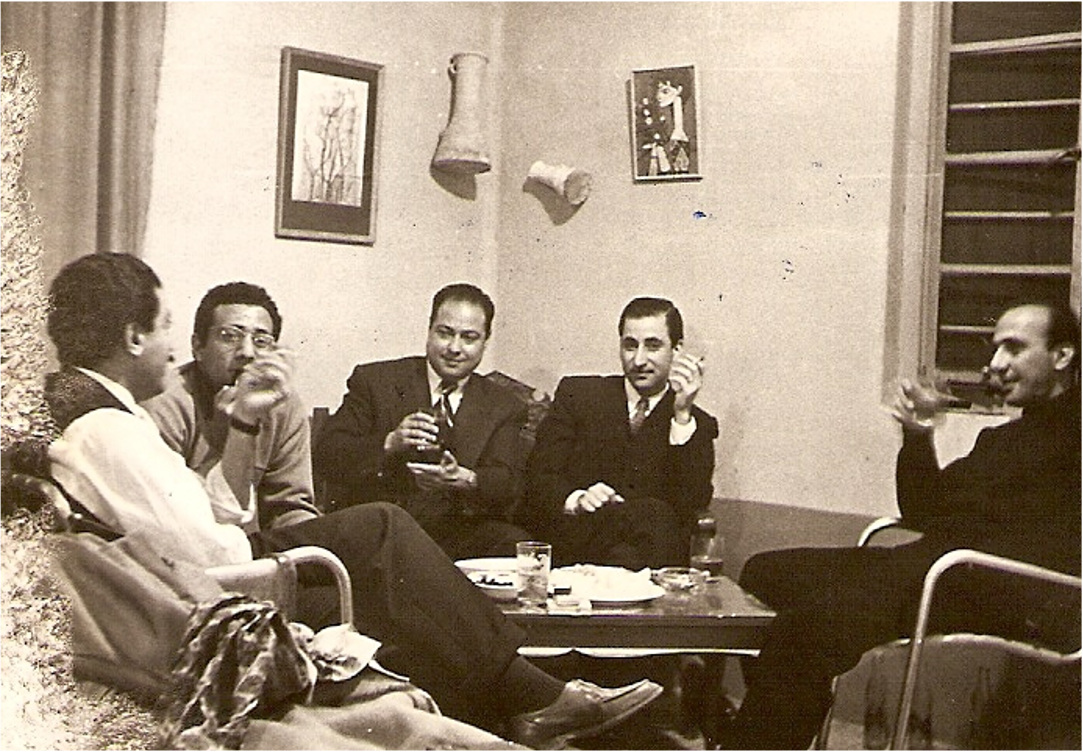
1956 - بغداد - سطح عباس، أحمد مرسي (رسام مصري)، عبد الملك نوري (كاتب)، فؤاد التكرلي (قاضي/كاتب) وفريد الله ويردي.

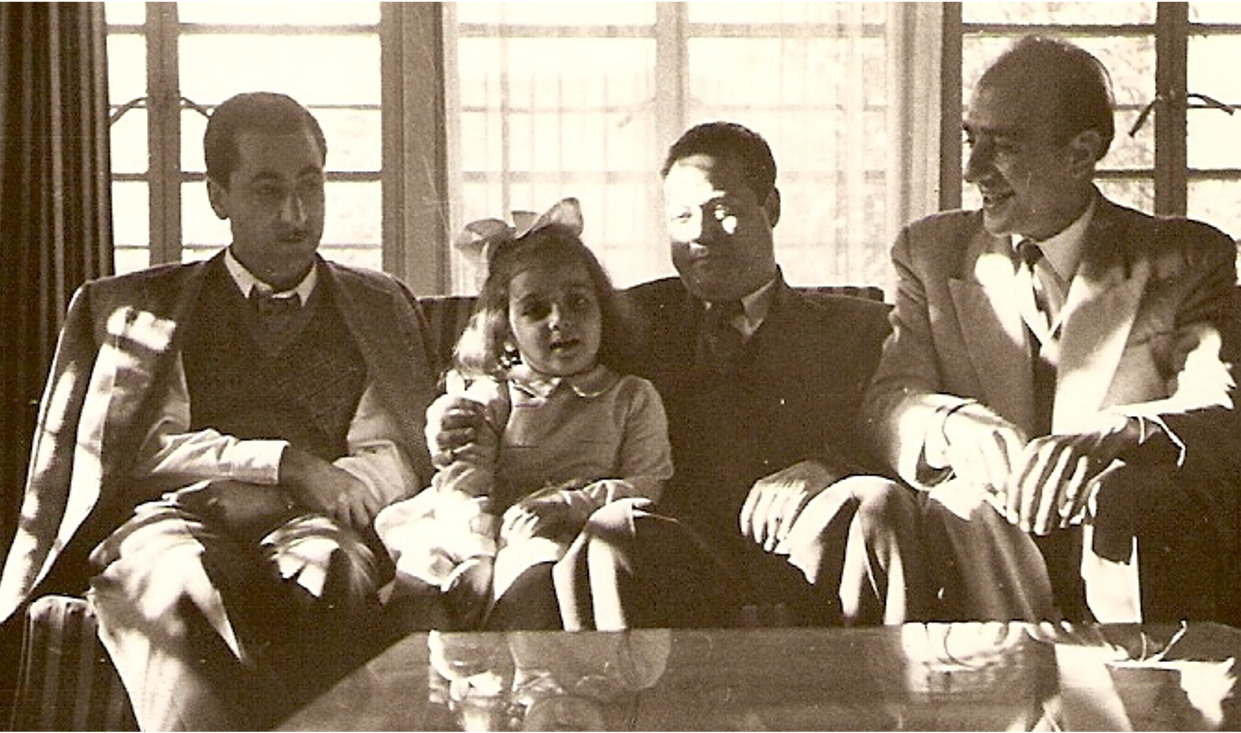
١٩٥٧ - بغداد - فؤاد التكرلي (قاضي/كاتب)، ابنة فؤاد، عبد الملك نوري (كاتب) وفريد الله ويردي

سمحت الحكومة الائتلافية المكوّنة من الديمقراطيين والقوميين والشيوعيين وأحزاب أخرى بقيادة حزب البعث بعودته إلى منصبه السابق كمدرّس موسيقى في كلية الفنون الجميلة ببغداد، لكن بالراتب نفسه لعام 1959 من دون أي حقوق قانونية أو تعويض عن دراساته الناجحة. حاول إحياء أوركسترا موسيقى الحجرة لكنه اكتشف أن الموسيقيين كانوا محبطين بسبب سنوات القمع، وأن معظمهم فقدوا لياقتهم الموسيقية لانشغالهم بأعمال ثانوية لا تمت للموسيقى بصلة. كما علم أن نشيده «المنصورية» ما يزال موضوعًا على القائمة السوداء رغم العفو العام، وأن حزب البعث قد جعل من مؤلفاته الموسيقية قضية سياسية، حتى أن أحد منظّري الحزب المعروفين عرض عليه تأليف نشيد وطني جديد مقابل تعيينه رئيسًا لقسم موسيقي جديد، لكنه رفض قائلاً إنه ما دام «المنصورية» ما يزال محظورًا فلن يكتب نشيدًا وطنيًا جديدًا. وقد صرّح قائلاً: «عدت إلى بغداد بقرار أن لا أكتب أساسًا أي موسيقى يمكن أن تُلمِّح إليها السياسة، كانوا يطلبون مني بشكل مباشر وغير مباشر، وكنت أتهرّب منهم بالقول إني لم أعد أؤلف الموسيقى. سئمت من ضغطهم المستمر وهم أيضًا سئموا مني». ظل هدفًا للاضطهاد من قبل النظام حتى مغادرته العراق عام 1991. وعلى الرغم من هذا الضغط السياسي بقي نشطًا، إذ ساعده تخصصه في القانون على المساهمة في تأسيس اتحاد الفنانين في العراق، وكان اهتمامه الخاص بحقوق الفنانين، وخاصة المطربين الشعبيين والموسيقيين الذين كانوا يفتقرون إلى العمل الدائم والأمان عند فقدانهم القدرة على الأداء. وقد تمكن من ضمان حقهم في الحصول على معاش تقاعدي ورفع مكانتهم المهنية في المجتمع العراقي، حيث أظهرت معاناتهم أكثر من أي شيء آخر مدى التهميش الذي يعيشه الموسيقيون في العراق.

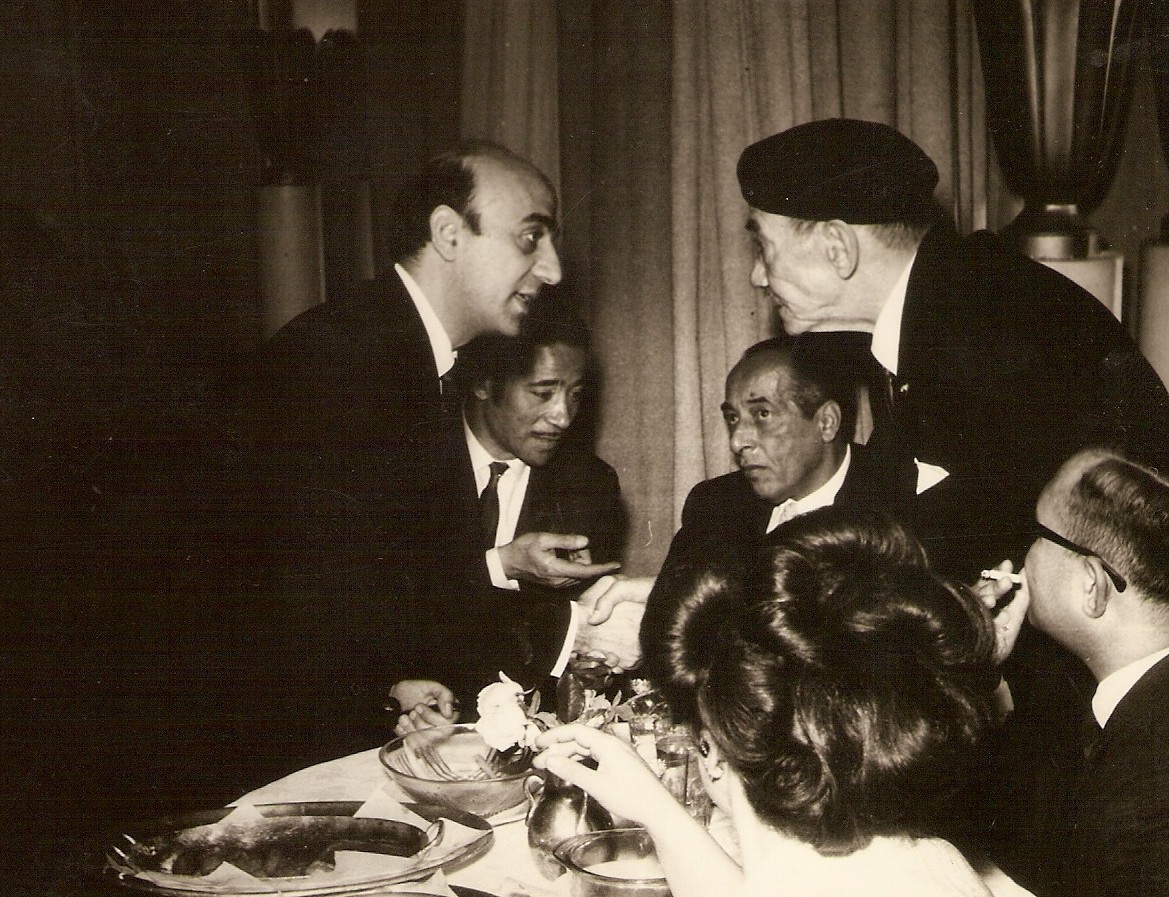
1969 - القاهرة - مؤتمر القاهرة الثاني للموسيقى العربية، فريد الله ويردي في حوار مع الشاعر أحمد رامي

في عام 1969 وُجِّهت الدعوة إلى فريد لإلقاء خطاب بعنوان «نحو موسيقى عربية عالمية» في المؤتمر الدولي الثاني للموسيقى العربية في القاهرة. وقد اقترح إنشاء مراكز للموسيقى التقليدية تهدف إلى تسجيل وأرشفة الموسيقى الشعبية والتراثية. وأكد على ضرورة عدم الاكتفاء بالحفاظ على هذا الإرث، بل شدّد أيضًا على أهمية تطوير موسيقى عربية حديثة تحمل الهوية الخاصة بكل بلد. وكان يرى أن هناك ثلاثة عوامل مترابطة تُعَدّ حاسمة في هذا التطوير: المؤلف-المنظِّر، وعالم الموسيقى-المنظِّر الذي يُحلّل الموسيقى العربية على أسس علمية، والموسيقي-المؤدي الملمّ بالمعرفة النظرية. ولذلك فإن التركيز على أحد هذه الجوانب وإهمال الجانبين الآخرين سيؤدي إلى خلل ومن ثم شلل في حركة الفن الموسيقي ككل. كما شدّد على أهمية الرعاية الرسمية لخريجي المؤسسات الموسيقية، الذين ينبغي أن يُكلَّفوا بمجالات تطبيقية مناسبة، وكان من أبرز الأمثلة التي أشار إليها في هذا السياق إنشاء الأوركسترات السمفونية الوطنية.

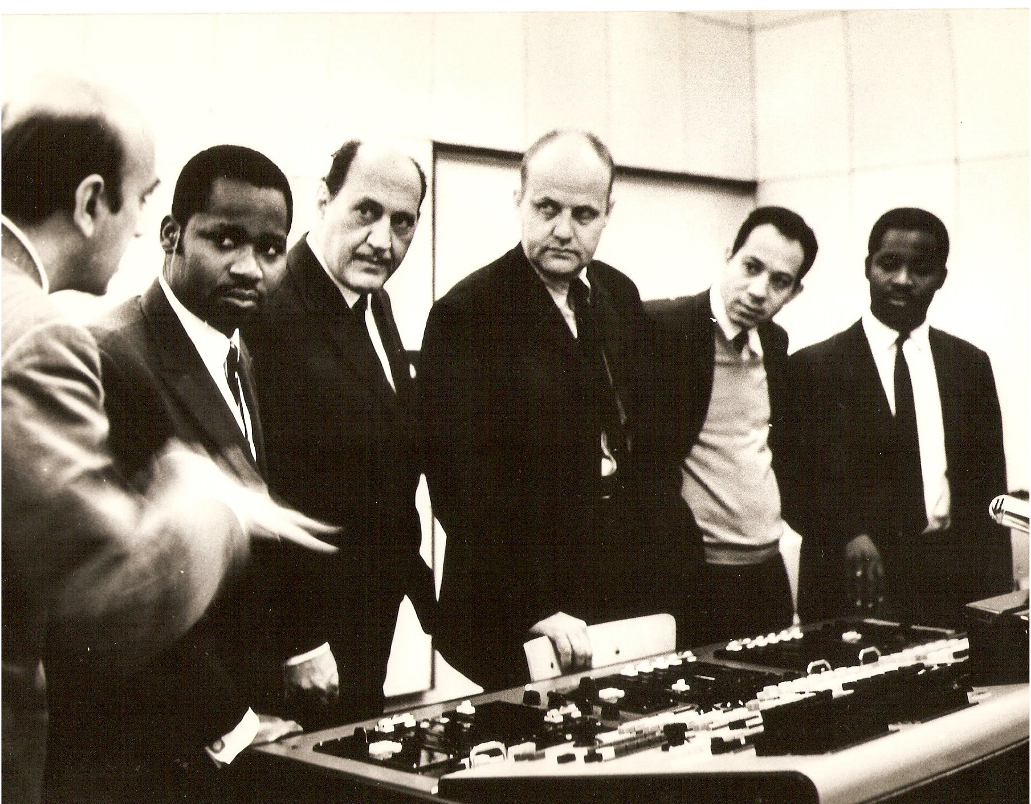
1970 وارسو - ندوة مناقشات الملحنين الآسيويين والأفارقة والبولنديين. فريد الله ويردي أولاً على اليسار والملحن جوزيف باتكوفسكي في المنتصف.

من عام 1970 إلى 1975 شغل فريد منصب رئيس مركز الموسيقى التقليدية في مؤسسة الإذاعة والتلفزيون في بغداد، وعلى مدى عامين (1972-1974) قام بمسح ميداني واسع النطاق شمل جميع أنحاء العراق لتوثيق وتسجيل الموسيقى التقليدية والشعبية العراقية (العربية، الكردية، الآشورية، التركمانية وغيرها)، وذلك بهدف حماية هذا التراث قبل اندلاع الحرب ضد الشعب الكردي، والحرب العراقية-الإيرانية، والحروب الخليجية اللاحقة التي دمّرت واقتلعت سكان المناطق الريفية التي ازدهر فيها هذا التراث العريق لآلاف السنين. وقد جرى تصنيف المواد التي جمعها وأرشفتها لاستخدامها الأكاديمي والعام. كما وظّف هذه التسجيلات في محاضراته العامة والأكاديمية في الخارج لتعزيز عملية التفاهم المتبادل بين الشعوب ذات الخلفيات الثقافية المختلفة.
في عام 1971 قُدِّم لأول مرة عمل فريد "الرباعية الأولى" في باريس على يد رباعية مارغاند، التي أضافت هذا العمل إلى ريبيرتوارها من المؤلفين المعاصرين وأدّته في جولتها العالمية. وفي عام 1972 كان فريد عضوًا في اللجنة التأسيسية التي أنشأت مدرسة الموسيقى والباليه في بغداد. وكان يرى أن هذه المدرسة يجب أن تكون الأساس للتعليم الموسيقي في العراق، واقترح اختيار الأطفال الموهوبين من جميع أنحاء البلاد وتوفير المعلمين والمساكن والمخصصات المالية لهم، وضمان مستقبلهم عبر منح دراسية لمواصلة تعليمهم الموسيقي في الخارج، بحيث يضمن العراق وجود محترفين قادرين على الإسهام في تطوير الموسيقى ورفع مكانة الموسيقيين في المجتمع. لكن اقتراحه رُفض بالأغلبية، فكانت المدرسة في الغالب تضم أبناء الطبقة الوسطى في بغداد، الذين يستطيعون تحمل تكاليف الدروس الخصوصية لكنهم لم يكونوا مستعدين للسماح لأطفالهم بأن يصبحوا موسيقيين محترفين. ومن عام 1976 حتى 1981 قام بتدريس مادة التذوق الموسيقي لطلبة قسم الدراما في كلية الفنون الجميلة بجامعة بغداد، واضعًا الأسس لإنشاء قسم للموسيقى على المستوى الجامعي.

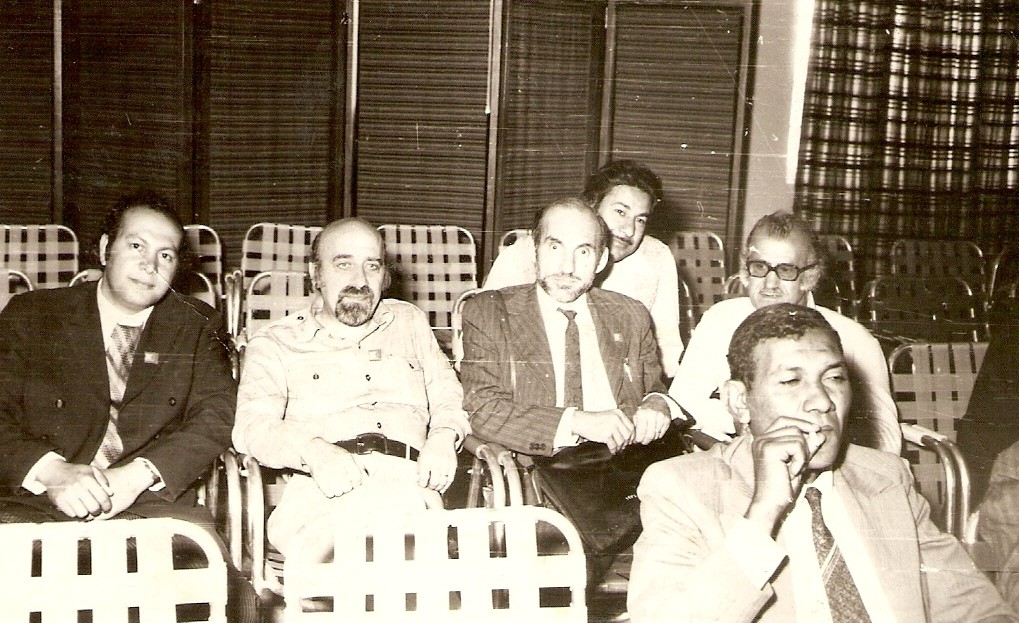
1980s - البصرة - العراق - شوكت الربيعي (رسام) ، فريد الله ويردي (ملحن) ، شاكر حسن آل سعيد (رسام) ، د. كتيبة الشيخ نوري (دكتور ورسام)

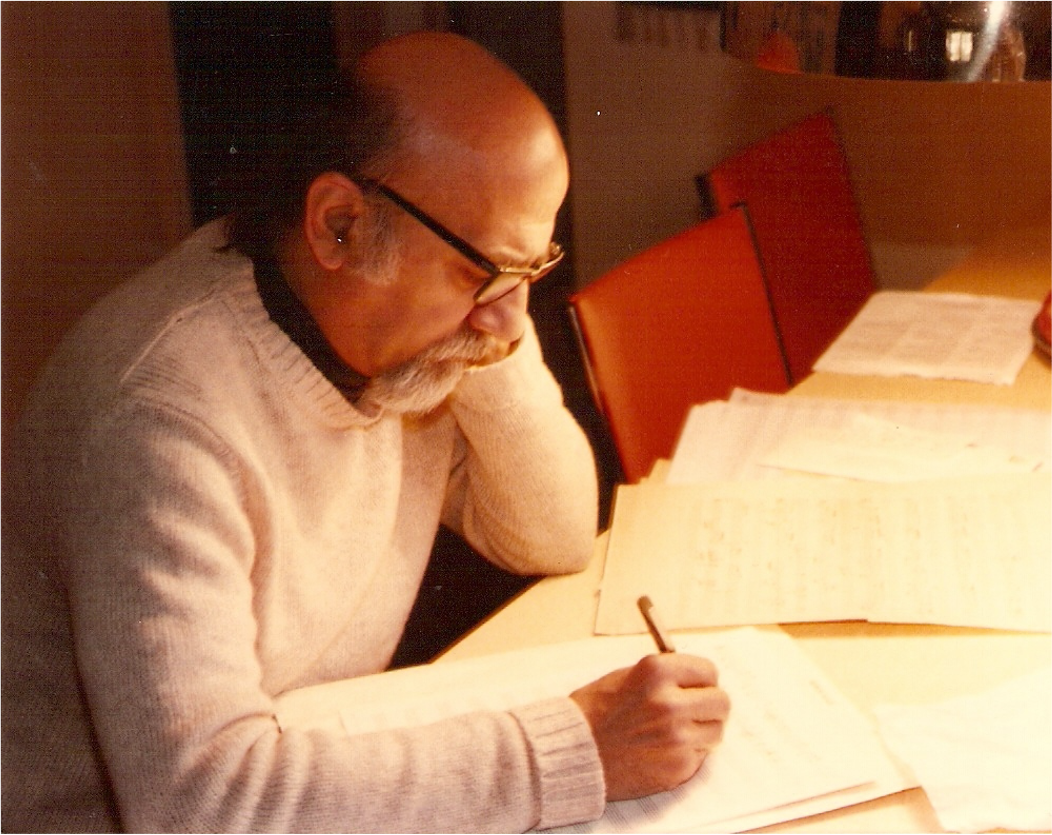
1984 فريد الله ويردي

وفي عامي 1993 و1997، قُدِّمت "الرباعية الأولى" وفانتازيا للكمان المنفرد لفريد في طوكيو باليابان من قبل رباعية ياسودا. وفي عام 1995 ساهم في كتاب حوار في الفنون التشكيلية لفوزي السعيد، الذي صدر في عمّان عن مؤسسة دارة الفنون باللغة العربية.

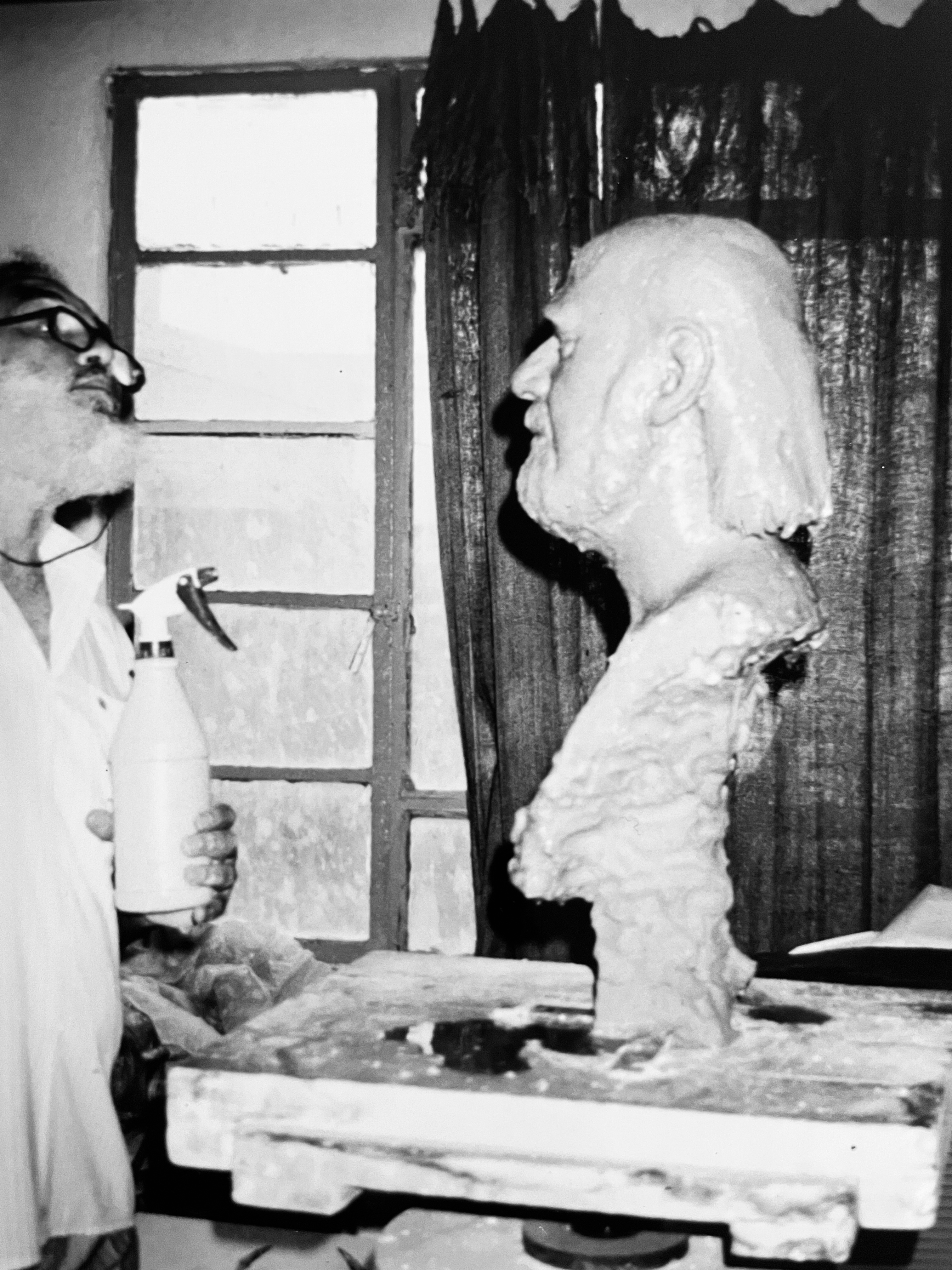
1990 نحت فريد الله ويردي من نداء كاظم

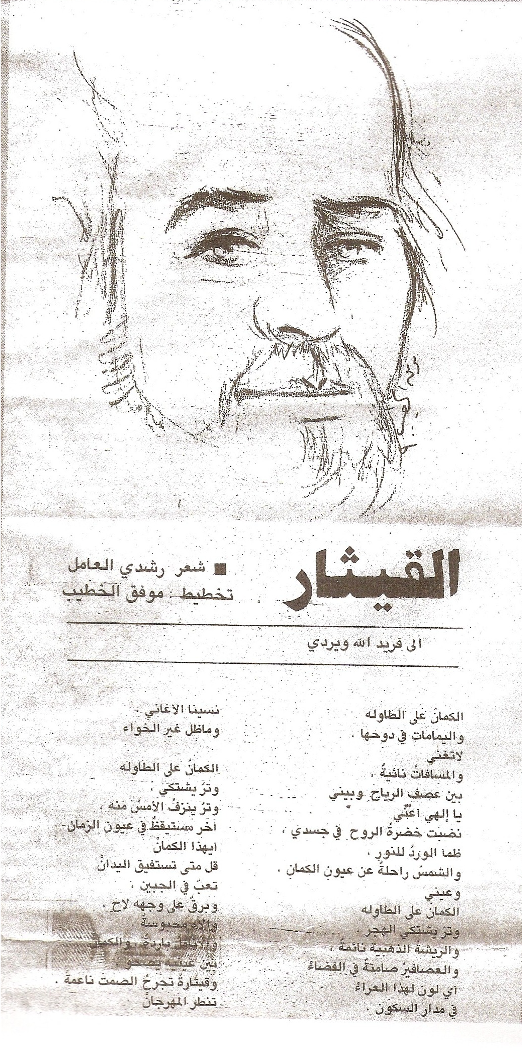
1990 فريد الله ويردي للشاعر رشدي العامل

وفي عام 2002 استقر فريد في إيرلندا، حيث أصبح عضوًا في المركز الإيرلندي للموسيقى المعاصرة (CMC) وشارك في أنشطته. وواصل عمله في التأليف والبحث حول تطور الموسيقى في العراق حتى وفاته عام 2007.
وفي مايو 2024، تم التبرع بأرشيفه الموسيقي إلى المتحف الوطني للموسيقى الواقع في قصر مافرا، ليُحفظ ويُتاح للبحث العام. ويضم هذا الأرشيف النسخ الأصلية من المؤلفات، وبكرات التسجيلات الصوتية، ومقالات صحفية عراقية متعلقة بالموسيقى والفنون تعود إلى أربعينيات القرن الماضي، إضافة إلى ملاحظات بحثية وأطروحات أكاديمية، وبرامج حفلات أصلية ودعوات، ورسائل من موسيقيين ومؤلفين عالميين من بينهم: بوجسواف شيفر، فيتولد لوتوسلافسكي، ألفريد شنيتكي، بيلا إوليان، لويس برودوفسكي، فيتولد رودزينسكي، فيتولد شالونيك، فرانسيس-بول ديميلاك (إينيس جميل)، يوسيف أندرياسوف، فارتان مانوجيان، إيفغيني غولوبوف، ميشيل مارغاند، نزيهة رشيد، سيّار جميل، وغيرهم كثير. كما شمل التبرع آلة الفيولا الخاصة بفريد، التي صنعها كارلو دي مارك (1904-1993) عام 1949.

## العضويات
- اتحاد الفنانين العراقيين، وكان أحد الأعضاء المؤسسين له.
- نقابة المحامين العراقيين.
- جمعية المؤلفين والملحنين وناشري الموسيقى (SACEM)، فرنسا.
- النقابة الوطنية للمؤلفين والملحنين الموسيقيين (SNAC)، فرنسا.
- مركز الموسيقى المعاصرة (CMC)، إيرلندا.[24]